# Hyundai Heavy Industries

Performanța financiară Hyundai Heavy Industries

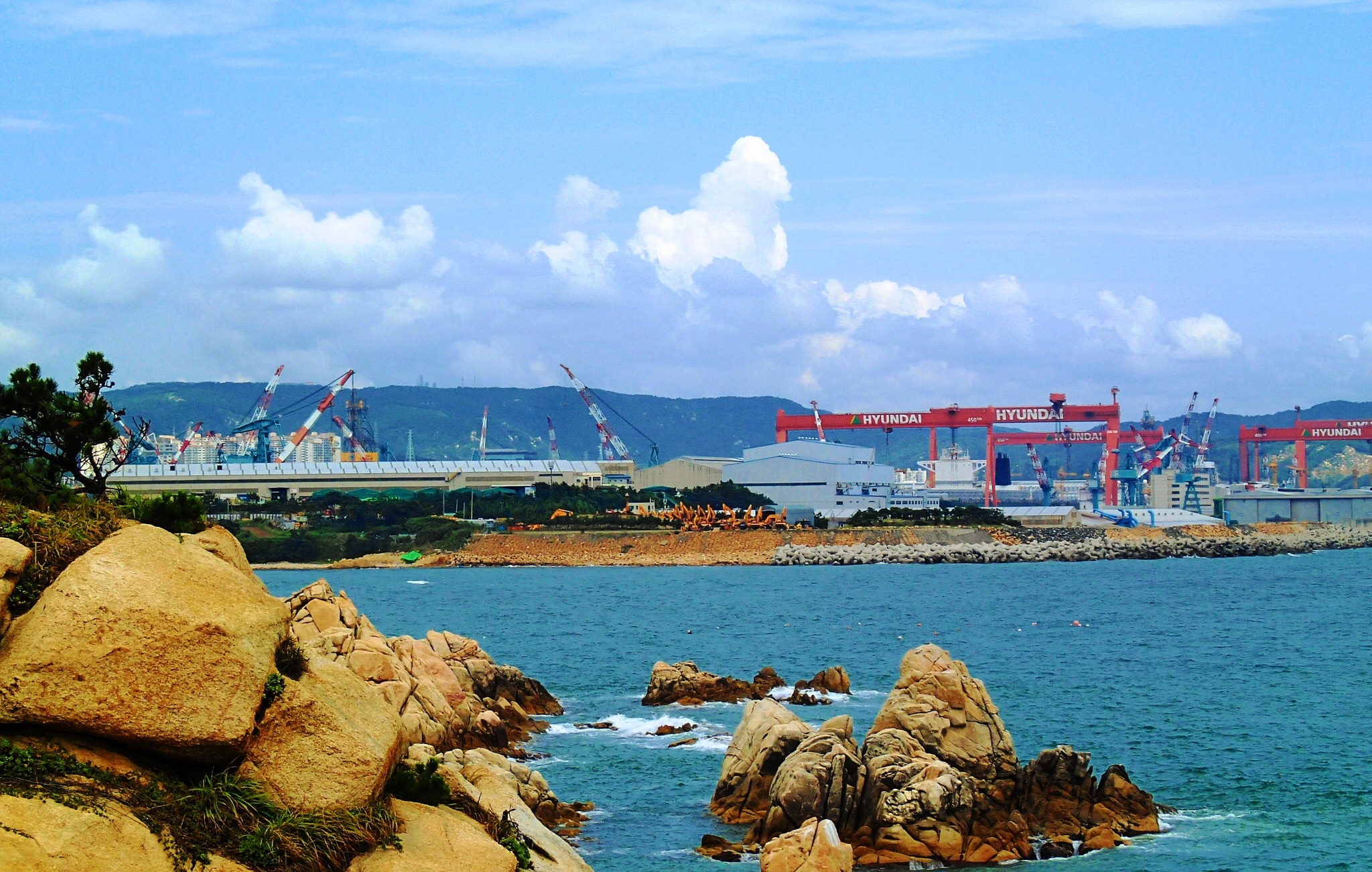
Macarale Hyundai Heavy Industries și șantierul naval din Ulsan

Hyundai Heavy Industries Co., Ltd. (or HHI) este cea mai mare companie de construcții navale din lume. Sediul central este în Ulsan, Coreea de Sud. HHI a fost fondată în 1972 de Chung Ju-yung ca divizie a grupului Hyundai, iar în 1974 a finalizat construirea primelor sale nave.  În 2002, compania a fost separată de compania-mamă. HHI are patru diviziuni de bază: construcții navale, offshore și inginerie, instalații industriale și inginerie și motoare și utilaje. HHI are, de asemenea, cinci filiale non-core legate: Hyundai Electric & Energy Systems, Hyundai Construction Equipment, Hyundai Robotics, Hyundai Heavy Industries Green Energy și Hyundai Global Service.
Grupul Hyundai a început ca o mică firmă de construcții sud-coreeană în 1947, condusă de fondatorul său, antreprenorul coreean Chung Ju-yung. O altă companie coreeană cunoscută și strâns legată, Hyundai Motor Company, a fost înființată în 1967, cu cinci ani înainte de înființarea Grupului pentru industria grea. Compania auto a fost fondată și de Chung.
Numele este o romanizare informală a coreeanului coreeană 현대 (hyeondae) care înseamnă „contemporan”, care a fost viziunea lui Chung pentru grupul de companii pe care l-a fondat.